# Crahul de pe Wall Street din 1929

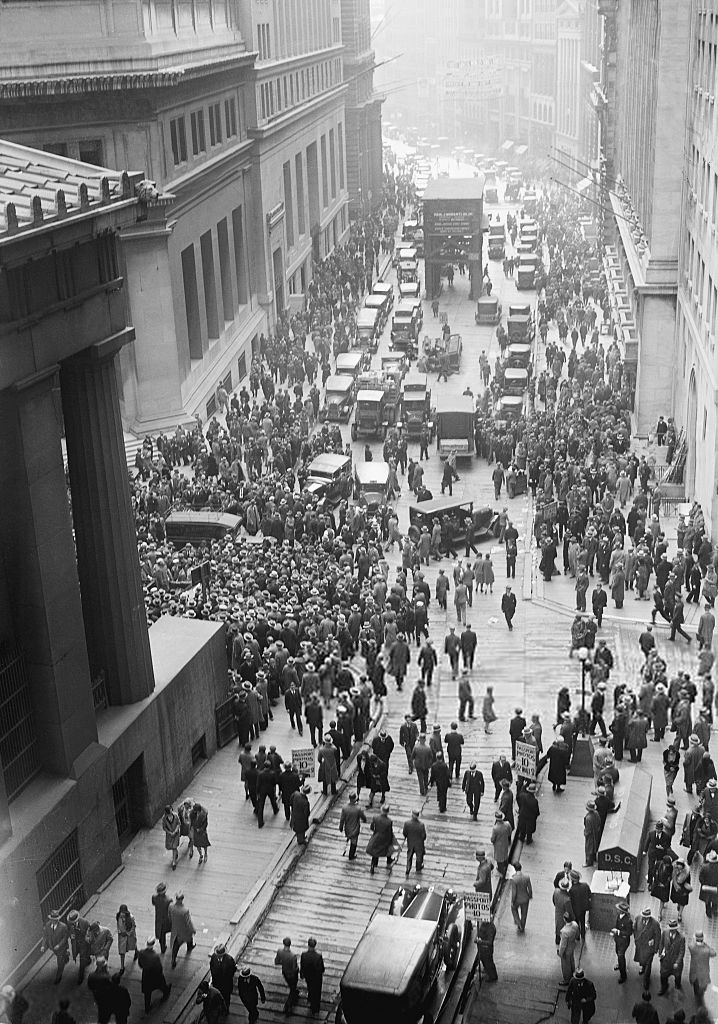
Lume adunată în fața bursei de pe Wall Street după crahul bancar din 1929

Crahul de pe Wall Street din 1929 cunoscut și sub numele de Marele Crah sau Joia Neagră a început la sfârșitul lunii octombrie 1929 și a fost cel mai devastator crah bursier din istoria Statelor Unite ale Americii, dacă luăm în considerare durata și efectele sale.
  
Crahul bursei de pe Wall Street a fost semnalul începutului unei perioade de 10 ani de criză economică, care a afectat țările occidentale industrializate.